# Саморе (Форли-Чезена)
Саморе (итал. Samorè) је насеље у Италији у округу Форли-Чезена, региону Емилија-Ромања.
Према процени из 2011. у насељу је живело 97 становника. Насеље се налази на надморској висини од 16 м.